# TLN1
Pour l’article ayant un titre homophone, voir Tallinn.
La TLN1 ou taline 1 est une protéine cytosolique. Elle est codée par le gène TLN1 situé sur le chromosome 9 humain.

## Structure
La famille des talines comprend deux protéines, appelées taline 1 et taline 2.

## Rôles
Elle sert à relier l'actine aux intégrines. Elle intervient dans l'adhésion des plaquettes sanguines aussi bien que dans la stabilisation des podocytes dans le glomérule rénal.